# برلمان أوكسفورد (1644)
برلمان أوكسفورد اسم أُطلق على البرلمان الإنجليزي زمن الحرب الأهلية، التي وقعت في منتصف القرن السابع عشر الميلادي. وكان عدد أعضائه آنذاك لا يصل إلى ربع عددهم في الظروف العادية؛ إذ كان جنود القائد البيوريتاني أوليفر كرومول قد أقصوا الأعضاء الآخرين. اندلعت الحرب الأهلية عام 1642م، بين قوات الملك تشارلز الأول وقوات البرلمان الطويل.ثم دب الخلاف بين أعضاء البرلمان بشأن سير الحرب، وفي 6 ديسمبر عام 1648م، حاصر الجنود بقيادة العقيد توماس برايد البرلمان، وقبضوا على 47 من أعضائه الذين عارضوا محاكمة الملك وطردوا آخرين، فيما يعرف باسم تطهير برايد أو حركة برايد، لأنهم كانوا آخر من تبقى من البرلمان الطويل، وقد تسببوا في إعدام تشارلز الأول عام 1649م.
حارب هذا البرلمان الكثير من المطالب التي سعى جيش كرومول لفرضها، فدخل كرومول البرلمان عام 1653م على رأس جنده، وأمر بحله. ثم اجتمع هذا البرلمان بعد وفاة كرومول مرتين، وفي عام 1660م قرر البرلمان الطويل ـ بعد أن عاد إليه الأعضاء الذين طردهم الكولونيل ـ أن يحل نفسه وأمر بإجراء انتخابات جديدة.